# Holger A.E. Nilsson
Holger August Erik Nilsson, född 22 maj 1882 i Foss socken, död 22 maj 1940 i Stockholm, var en svensk företagare.
Holger Nilsson var son till kamreraren Erik Nilsson. Han utexaminerades från Tekniska elementarskolan i Borås 1903, praktiserade och studerade i Skottland och England 1903–1905 och anställdes 1905 som ingenjör vid pappersbruket Munkedals AB. Han blev 1906 ingenjör och senare överingenjör för samt styrelseledamot i Storviks sulfit AB, Ockelbo, och utsågs 1918 till disponent för Kopparbergs och Hofors sågverks AB (från 1937 Kopparfors AB) samt för de av detta bolag ägda företagen Storviks sulfit AB och Dala–Ockelbo–Norrsundets Järnväg. Från 1923 var Nilsson VD för nämnda bolag. Han var 1920–1940 ledamot av kommunalfullmäktige i Ockelbo och 1931–1938 landstingsman i Gävleborgs län. Nilsson var en av de sex arbetsgivarrepresentanter i arbetsmarknadskommittén, vars verksamhet resulterade i Saltsjöbadsavtalet 1938. Han var vice ordförande i Pappersmasseförbundet 1924–1931 och dess ordförande 1931–1939. Han var styrelseledamot i Svenska arbetsgivareföreningen 1932–1940. I Svenska cellulosaföreningens styrelse var han ledamot 1930–1940, vice ordförande 1934–1938 och ordförande 1933–1934. Han var styrelseledamot i Svensk trävaruexportförening 1932–1940 och i Sveriges allmänna exportförening 1933–1937.